# 스픽 노 이블 (2022년 영화)
《스픽 노 이블》(덴마크어: Gæsterne 손님들[*], 영어: Speak No Evil)은 2022년에 개봉한 덴마크의 심리 공포 스릴러 영화이다. 크리스티안 타프드루프가 감독과 각본을 맡았다. 2024년에 미국에서 이 영화를 리메이크한 동명의 영화가 개봉하였다.

## 줄거리
덴마크인 부부 비에른과 루이세는 이탈리아 여행 중 네덜란드인 부부 파트릭과 카린을 만나 저녁 식사를 함께하며 친해진다. 이후 네덜란드 부부는 외딴 시골집으로 비에른 부부를 초대하고, 이들의 방문이 시작되면서 분위기는 점점 불편해진다. 루이세는 파트릭 부부의 무례하고 공격적인 행동에 불편함을 느끼지만, 그들은 이를 은근히 즐기는 듯하다. 특히, 아들 아벨을 대하는 방식은 더욱 그러하다. 아이를 집에 두고 부부만 외식에 나서거나, 루이세의 채식주의 식단을 무시하고 술에 취한 채 부부끼리 애정 행각을 벌이는 등 이해하기 힘든 행동들이 이어진다. 심지어 파트릭은 루이세의 샤워를 엿보거나 잠든 딸 옆에 나체로 있는 등 선을 넘는 행동을 서슴지 않는다. 
딸의 토끼 인형을 찾기 위해 다시 집에 돌아온 비에른 부부는 파트릭의 직업이 의사라는 거짓말을 알게 되고, 아벨을 학대하는 모습에 격분하며 다툰다. 그날 밤, 비에른은 집 뒤편에서 여행객들의 사진이 도배된 오두막을 발견한다. 사진 속 인물들은 모두 젊은 아이를 둔 부부였고, 이들의 수법은 여행객들을 유인해 살해하고 아이를 납치하는 연쇄 살인이라는 사실을 깨닫는다. 아벨은 이미 수영장에서 익사한 채 발견된다. 비에른은 가족과 함께 도망치지만, 아내에게 이 사실을 알리지 못한다.
도주 중 차가 고장 나 도움을 요청하러 간 비에른은 다시 돌아왔을 때 가족들이 파트릭의 차 안에 있는 것을 발견한다. 파트릭은 그들을 쫓아왔고, 비에른은 상황을 침착하게 만들려 하지만 결국 실패한다. 파트릭은 비에른을 폭행하고, 아벨의 보모는 루이세를 붙잡은 채 카린은 가위로 딸의 혀를 자른다. 보모는 딸을 데려가고, 비에른 부부는 외딴길로 끌려가 벌거벗겨진 채 돌에 맞아 살해된다. 벙어리가 된 딸은 이제 파트릭 부부의 딸 역할을 하며 다음 범행 대상을 물색한다.

## 출연진
- 모르텐 부리안 - 비외른
- 시셀 시엠 코흐 - 루이즈
- 페디아 판휘에트 - 파트리크
- 카리나 스뮐더르스 - 카린
- 리바 포르스베르 - 앙네스
- 마리우스 담슬레우 - 아벨
- 히솀 야쿠비 - 무하지드